# Oncideres boliviana
Oncideres boliviana är en skalbaggsart som beskrevs av Heyrovský 1952. Oncideres boliviana ingår i släktet Oncideres och familjen långhorningar. Inga underarter finns listade i Catalogue of Life.